# 염전로
염전로(Yeomjeon-ro)는 인천광역시 동구 송현동에서 남동구 간석동까지 이르는 인천광역시도로, 총 연장은 4.53km이다. 이름이 유래된 것은 한국 최초의 천일염 생산지인 주안염전을 오래 전하기 위하여 제명되었다.

## 역사
- 2009년 7월 6일 : 도로명으로 염전로를 고시

## 주요 경유지
- 동구
  - 송현3동 - 송림6동 - 송림4동
- 미추홀구
  - 도화2,3동 - 주안5동
- 남동구
  - 간석4동

## 접촉하는 도로
- 중봉대로
- 송미로
- 송향로
- 봉수대로
- 송림로
- 장고개로
- 길파로
- 주염로
- 경원대로